# Paris no Isabelle
Paris no Isabelle (яп. 巴里のイザベル Пари но Идзабэру, «Парижанка Изабель») — японский аниме-сериал, созданный студией Dax International. Впервые транслировался по каналу TV Tokyo в период с 19 апреля 1979 года по 12 июля 1979 года. Аниме-сериал также транслировался на территории Италии и Франции.
В качестве начальной темы аниме используется Fantaisie-Impromptu Фредерика Шопена.

## Сюжет
Франция, 1870 год. После поражения Франции в битве при Седане 15-летней Изабель, младшая дочь знатной французской семьи, вынуждена покинуть свой дом и искать укрытия в Париже, где они примут активное участие в противостоянии Пруссии, а после завершения войны — в борьбе за коммуну. Её семья и близкие встретят трагическую судьбу в ходе войны или майской кровавой недели. После сдачи Парижа Адольфом Тьери судьба Франции оказывается в руках Изабель, которой приходится переодеться юношей и отправиться с секретной миссией в Лондон.

## Роли озвучивали
- Мами Кояма — Изабель
- Ёнэко Мацуканэ — Женевьева
- Юдзи Мицуя — Жан
- Рэйко Сэно — Мари, мать Изабель
- Махито Цудзимура — Леон, отец Изабель
- Кадзуюки Согабэ — Виктор
- Осаму Итикава — Андреа
- Ёсито Ясухара — Жюль
- Катико Хино — Ирма
- Рицуо Сава — Тьер
- Тэцуя Кадзи — Гамбетта
- Михоко Инагаки — рассказчик

## Список серий
1. 15 лет, день, когда я стала леди (15歳、私がレディーになる日)
2. Долина двух влюбленных пар (二つの愛の谷間で)
3. День дуэли, дорогие люди (決闘の日、愛する人は)
4. Дорога в Версаль (ベルサイユへの道)
5. Побег в небо на воздушном шаре (大空へ熱気球の脱出)
6. Брат, известие о погибших на войне (兄、戦死のしらせ)
7. Сейчас, рождение прекрасного фехтовальщика (いま、美人剣士の誕生)
8. Загадочное появление банды Летучей мыши (謎のコウモリ団の出現)
9. Огонь любви в ночном тумане (夜霧に燃えた愛)
10. Любовь расцвела на поле боя (戦場に咲いた恋)
11. Ненавистная война убила маму (母を殺した戦争がにくい)
12. Полуденные танцы (真昼のダンスパーティー)
13. Путь к новой жизни (新しい人生への旅立ち)

## Критика
Место действия, переодевание в юношу, романтика и интриги сильно напоминают Rose of Versailles.  Сценарист Такэси Сюдо слабо использует богатый исторический фон произведения. Короткая история замахивается на «Отверженных» и «Трёх мушкетеров», но выглядит как многие подобные приключенческие аниме, а потому легко забылось со временем.